# Formel 1-løb
Dette er en fuldstændig liste over Formel 1-løb som har indgået i FIA-verdensmesterskabet.
Fra starten i 1950 til og med 2016-sæsonen er der blevet afholdt i alt 956 Formel 1-løb som en del af verdensmesterskabet, inkluderet de 11 Indianapolis 500-løb som indgik i verdensmesterskabet fra 1950 til 1960.
Store billøb bliver normalt kaldt Grand Prix, en tradition som går tilbage til det første årti i 1900-tallet og Grand Prix-racing i 1920- og 1930'erne. Formelt, for at et løb skal kunne kaldes et Grand Prix bør det have en løbsdistance på mindst 300 kilometer. Denne regel gælder for alle Grand Prix-løb som nogensinde har været på Formel 1-kalenderen, med undtagelse af Monacos Grand Prix, som siden 1968 har haft en løbsdistance på under 300 kilometer.

## Aktive og tidligere løb
Informationen nedenfor er korrekt efter afslutningen på 2016-sæsonen.

### Efter løbstitel
Fed skrift viser de 21 løb i 2016-sæsonen.
| Løb                        | År holdt                                                                    | Antal løb |
| -------------------------- | --------------------------------------------------------------------------- | --------- |
| Abu Dhabis Grand Prix      | 2009 – 2016                                                                 | 8         |
| Argentinas Grand Prix      | 1953 – 1958, 1960, 1972 – 1975, 1977 – 1981, 1995 – 1998                    | 20        |
| Australiens Grand Prix     | 1985 – 2016                                                                 | 32        |
| Østrigs Grand Prix         | 1964, 1970 – 1987, 1997 – 2003, 2014 – 2016                                 | 29        |
| Bahrains Grand Prix        | 2004 – 2010, 2012 – 2016                                                    | 12        |
| Belgiens Grand Prix        | 1950 – 1956, 1958, 1960 – 1968, 1970, 1972 – 2002, 2004 – 2005, 2007 – 2016 | 61        |
| Brasiliens Grand Prix      | 1973 – 2016                                                                 | 44        |
| Storbritanniens Grand Prix | 1950 – 2016                                                                 | 67        |
| Caesars Palace Grand Prix  | 1981 – 1982                                                                 | 2         |
| Canadas Grand Prix         | 1967 – 1974, 1976 – 1986, 1988 – 2008, 2010 – 2016                          | 47        |
| Kinas Grand Prix           | 2004 – 2016                                                                 | 13        |
| Dallas Grand Prix          | 1984                                                                        | 1         |
| Detroits Grand Prix        | 1982 – 1988                                                                 | 7         |
| Hollands Grand Prix        | 1952 – 1953, 1955, 1958 – 1971, 1973 – 1985                                 | 30        |
| Europas Grand Prix         | 1983 – 1985, 1993 – 1997, 1999 – 2012, 2016                                 | 23        |
| Frankrigs Grand Prix       | 1950 – 1954, 1956 – 2008                                                    | 58        |
| Tysklands Grand Prix       | 1951 – 1954, 1956 – 1959, 1961 – 2006, 2008 – 2014, 2016                    | 62        |
| Ungarns Grand Prix         | 1986 – 2016                                                                 | 31        |
| Indiens Grand Prix         | 2011 – 2013                                                                 | 3         |
| Indianapolis 500           | 1950 – 1960                                                                 | 11        |
| Italiens Grand Prix        | 1950 – 2016                                                                 | 67        |
| Japans Grand Prix          | 1976 – 1977, 1987 – 2016                                                    | 32        |
| Koreas Grand Prix          | 2010 – 2013                                                                 | 4         |
| Luxembourgs Grand Prix     | 1997 – 1998                                                                 | 2         |
| Malaysias Grand Prix       | 1999 – 2016                                                                 | 18        |
| Mexicos Grand Prix         | 1963 – 1970, 1986 – 1992, 2015 – 2016                                       | 17        |
| Monacos Grand Prix         | 1950, 1955 – 2016                                                           | 63        |
| Marokkos Grand Prix        | 1958                                                                        | 1         |
| Stillehavets Grand Prix    | 1994 – 1995                                                                 | 2         |
| Pescaras Grand Prix        | 1957                                                                        | 1         |
| Portugals Grand Prix       | 1958 – 1960, 1984 – 1996                                                    | 16        |
| Ruslands Grand Prix        | 2014 – 2016                                                                 | 3         |
| San Marinos Grand Prix     | 1981 – 2006                                                                 | 26        |
| Singapores Grand Prix      | 2008 – 2016                                                                 | 9         |
| Sydafrikas Grand Prix      | 1962 – 1963, 1965, 1967 – 1980, 1982 – 1985, 1992 – 1993                    | 23        |
| Spaniens Grand Prix        | 1951, 1954, 1968 – 1979, 1981, 1986 – 2016                                  | 46        |
| Sveriges Grand Prix        | 1973 – 1978                                                                 | 6         |
| Schweiz' Grand Prix        | 1950 – 1954, 1982                                                           | 6         |
| Tyrkiets Grand Prix        | 2005 – 2011                                                                 | 7         |
| USA's Grand Prix           | 1959 – 1980, 1989 – 1991, 2000 – 2007, 2012 – 2016                          | 38        |
| USA's Grand Prix Vest      | 1976 – 1983                                                                 | 8         |

### Efter værtsland
Fed skrift viser de 21 løb i 2016-sæsonen.
| Land                       | Afholdt løb | Totalt |
| -------------------------- | --- | ------ |
| Argentina                  | Argentinas Grand Prix (1953–1958, 1960, 1972–1975, 1977–1981, 1995–1998) | 20     |
| Aserbajdsjan               | Europas Grand Prix (2016) | 1      |
| Australien                 | Australiens Grand Prix (1985–2016) | 32     |
| Østrig                     | Østrigs Grand Prix (1964, 1970–1987, 1997–2003, 2014-2016) | 29     |
| Bahrain                    | Bahrains Grand Prix (2004–2010, 2012-2016) | 12     |
| Belgien                    | Belgiens Grand Prix (1950–1956, 1958, 1960–1968, 1970, 1972–2002, 2004–2005, 2007–2016) | 61     |
| Brasilien                  | Brasiliens Grand Prix (1973–2016) | 44     |
| Canada                     | Canadas Grand Prix (1967–1974, 1976–1986, 1988–2008, 2010-2016) | 47     |
| Kina                       | Kinas Grand Prix (2004–2016) | 13     |
| Frankrig                   | Frankrigs Grand Prix, 58 (1950–1954, 1956–2008) Schweiz' Grand Prix, 1 (1982) | 59     |
| Tyskland                   | Tysklands Grand Prix, 62 (1951–1954, 1956–1959, 1961–2006, 2008–2014, 2016) Europas Grand Prix, 12 (1984, 1995–1996, 1999–2007) Luxembourgs Grand Prix, 2 (1997–1998)                                                                           | 76     |
| Ungarn                     | Ungarns Grand Prix (1986–2016) | 31     |
| Indien                     | Indiens Grand Prix (2011–2013) | 3      |
| Italien                    | Italiens Grand Prix, 67 (1950–2016) San Marinos Grand Prix, 26 (1981–2006) Pescaras Grand Prix, 1 (1957) | 94     |
| Japan                      | Japans Grand Prix, 32 (1976–1977, 1987–2016) Stillehavets Grand Prix, 2 (1994–1995) | 34     |
| Malaysia                   | Malaysias Grand Prix (1999–2016) | 18     |
| Mexico                     | Mexicos Grand Prix (1963–1970, 1986–1992, 2015-2016) | 17     |
| Monaco                     | Monacos Grand Prix (1950, 1955–2016) | 63     |
| Marokko                    | Marokkos Grand Prix (1958) | 1      |
| Holland                    | Hollands Grand Prix (1952–1953, 1955, 1958–1971, 1973–1985) | 30     |
| Portugal                   | Portugals Grand Prix (1958–1960, 1984–1996) | 16     |
| Rusland                    | Ruslands Grand Prix (2014–2016) | 3      |
| Singapore                  | Singapores Grand Prix (2008–2016) | 9      |
| Sydafrika                  | Sydafrikas Grand Prix (1962–1963, 1965, 1967–1980, 1982–1985, 1992–1993) | 23     |
| Sydkorea                   | Koreas Grand Prix (2010–2013) | 4      |
| Spanien                    | Spaniens Grand Prix, 46 (1951, 1954, 1968–1979, 1981, 1986–2013) Europas Grand Prix, 7 (1994, 1997, 2008–2012) | 53     |
| Sverige                    | Sveriges Grand Prix (1973–1978) | 6      |
| Schweiz                    | Schweiz' Grand Prix (1950–1954) | 5      |
| Tyrkiet                    | Tyrkiets Grand Prix (2005–2011) | 7      |
| Forenede Arabiske Emirater | Abu Dhabis Grand Prix (2009–2016) | 8      |
| Storbritannien             | Storbritanniens Grand Prix, 67 (1950–2016) Europas Grand Prix, 3 (1983, 1985, 1993) | 70     |
| USA                        | USA's Grand Prix, 38 (1959–1980, 1989–1991, 2000–2007, 2012-2016) Indianapolis 500, 11 (1950–1960) USA's Grand Prix Vest, 8 (1976–1983) Detroits Grand Prix, 7 (1982–1988) Caesars Palace Grand Prix, 2 (1981–1982) Dallas Grand Prix, 1 (1984) | 67     |

### Efter bane
Fed skrift viser de 21 løb i 2016-sæsonen.
| Bane                                   | Afholdt løb | Totalt |
| -------------------------------------- | --- | ------ |
| Adelaide                               | Australiens Grand Prix (1985–1995) | 11     |
| Aida                                   | Stillehavets Grand Prix (1994–1995) | 2      |
| Aintree                                | Storbritanniens Grand Prix (1955, 1957, 1959, 1961–1962) | 5      |
| Anderstorp                             | Sveriges Grand Prix (1973–1978) | 6      |
| AVUS (Berlin)                          | Tysklands Grand Prix (1959) | 1      |
| Austin                                 | USA's Grand Prix (2012–2016) | 5      |
| Bahrain                                | Bahrains Grand Prix (2004–2010), (2012-2016) | 12     |
| Baku                                   | Europas Grand Prix (2016) | 1      |
| Brands Hatch                           | Storbritanniens Grand Prix, 12 (1964, 1966, 1968, 1970, 1972, 1974, 1976, 1978, 1980, 1982, 1984, 1986) Europas Grand Prix, 2 (1983, 1985)                                              | 14     |
| Bremgarten                             | Schweiz' Grand Prix (1950–1954) | 5      |
| Buddh (New Delhi)                      | Indiens Grand Prix (2011-2013) | 3      |
| Buenos Aires                           | Argentinas Grand Prix (1953–1958, 1960, 1972–1975, 1977–1981, 1995–1998) | 20     |
| Casablanca                             | Marokkos Grand Prix (1958) | 1      |
| Catalunya (Barcelona)                  | Spaniens Grand Prix (1991–2016) | 26     |
| Clermont-Ferrand                       | Frankrigs Grand Prix (1965, 1969, 1970, 1972) | 4      |
| Dallas                                 | Dallas Grand Prix (1984) | 1      |
| Detroit                                | Detroits Grand Prix (1982–1988) | 7      |
| Dijon-Prenois                          | Frankrigs Grand Prix, 5 (1974, 1977, 1979, 1981, 1984) Schweiz' Grand Prix, 1 (1982) | 6      |
| Donington Park                         | Europas Grand Prix (1993) | 1      |
| East London                            | Sydafrikas Grand Prix (1962–1963, 1965) | 3      |
| Estoril                                | Portugals Grand Prix (1984–1996) | 13     |
| Hockenheim                             | Tysklands Grand Prix (1970, 1977–1984, 1986–2006, 2008, 2010, 2012, 2014, 2016) | 35     |
| Hungaroring                            | Ungarns Grand Prix (1986–2016) | 31     |
| Imola                                  | Italiens Grand Prix, 1 (1980) San Marinos Grand Prix, 26 (1981–2006) | 27     |
| Indianapolis                           | Indianapolis 500, 11 (1950–1960) USA's Grand Prix, 8 (2000–2007) | 19     |
| Interlagos (São Paulo)                 | Brasiliens Grand Prix (1973–1977, 1979–1980, 1990–2016) | 34     |
| Istanbul                               | Tyrkiets Grand Prix (2005–2011) | 7      |
| Jacarepaguá (Rio de Janeiro)           | Brasiliens Grand Prix (1978, 1981–1989) | 10     |
| Jarama                                 | Spaniens Grand Prix (1968, 1970, 1972, 1974, 1976–1979, 1981) | 9      |
| Jerez                                  | Spaniens Grand Prix, 5 (1986–1990) Europas Grand Prix, 2 (1994, 1997) | 7      |
| Kyalami                                | Sydafrikas Grand Prix (1967–1980, 1982–1985, 1992–1993) | 20     |
| Las Vegas                              | Caesars Palace Grand Prix (1981–1982) | 2      |
| Le Mans                                | Frankrigs Grand Prix (1967) | 1      |
| Long Beach                             | USA's Grand Prix Vest (1976–1983) | 8      |
| Magny-Cours                            | Frankrigs Grand Prix (1991–2008) | 18     |
| Melbourne                              | Australiens Grand Prix (1996–2016) | 21     |
| Mexico City                            | Mexicos Grand Prix (1963–1970, 1986–1992, 2015-2016) | 17     |
| Monsanto                               | Portugals Grand Prix (1959) | 1      |
| Monaco                                 | Monacos Grand Prix (1950, 1955–2016) | 63     |
| Montjuïc                               | Spaniens Grand Prix (1969, 1971, 1973, 1975) | 4      |
| Montréal                               | Canadas Grand Prix (1978–1986, 1988–2008, 2010-2016) | 37     |
| Mont-Tremblant (Saint-Jovite)          | Canadas Grand Prix (1968, 1970) | 2      |
| Monza                                  | Italiens Grand Prix (1950–1979, 1981–2016) | 66     |
| Mosport Park                           | Canadas Grand Prix (1967, 1969, 1971–1974, 1976–1977) | 8      |
| Fuji                                   | Japans Grand Prix (1976–1977, 2007–2008) | 4      |
| Nivelles                               | Belgiens Grand Prix (1972, 1974) | 2      |
| Nürburgring                            | Tysklands Grand Prix, 26 (1951–1954, 1956–1958, 1961–1969, 1971–1976, 1985, 2009, 2011, 2013) Europas Grand Prix, 12 (1984, 1995–1996, 1999–2007) Luxembourgs Grand Prix, 2 (1997–1998) | 40     |
| Oporto                                 | Portugals Grand Prix (1958, 1960) | 2      |
| Paul Ricard (Le Castellet)             | Frankrigs Grand Prix (1971, 1973, 1975–1976, 1978, 1980, 1982–1983, 1985–1990) | 14     |
| Pedralbes                              | Spaniens Grand Prix (1951, 1954) | 2      |
| Pescara                                | Pescaras Grand Prix (1957) | 1      |
| Phoenix                                | USA's Grand Prix (1989–1991) | 3      |
| Red Bull Ring (A1-Ring/Österreichring) | Østrigs Grand Prix (1970–1987, 1997–2003, 2014-2016) | 28     |
| Reims                                  | Frankrigs Grand Prix (1950, 1951, 1953, 1954, 1956, 1958–1961, 1963, 1966) | 11     |
| Riverside                              | USA's Grand Prix (1960) | 1      |
| Rouen                                  | Frankrigs Grand Prix (1952, 1957, 1962, 1964, 1968) | 5      |
| Sebring                                | USA's Grand Prix (1959) | 1      |
| Sepang (Kuala Lumpur)                  | Malaysias Grand Prix (1999–2016) | 18     |
| Shanghai                               | Kinas Grand Prix (2004–2016) | 13     |
| Silverstone                            | Storbritanniens Grand Prix (1950–1954, 1956, 1958, 1960, 1963, 1965, 1967, 1969, 1971, 1973, 1975, 1977, 1979, 1981, 1983, 1985, 1987–2016)                                             | 50     |
| Singapore                              | Singapores Grand Prix (2008–2016) | 9      |
| Sotji                                  | Ruslands Grand Prix (2014–2016) | 3      |
| Spa-Francorchamps                      | Belgiens Grand Prix (1950–1956, 1958, 1960–1968, 1970, 1983, 1985–2002, 2004–2005, 2007–2016)                                                                                           | 49     |
| Suzuka                                 | Japans Grand Prix (1987–2006, 2009–2016) | 28     |
| Valencia                               | Europas Grand Prix (2008–2012) | 5      |
| Watkins Glen                           | USA's Grand Prix (1961–1980) | 20     |
| Yas Marina                             | Abu Dhabis Grand Prix (2009–2016) | 8      |
| Yeongam                                | Koreas Grand Prix (2010–2013) | 4      |
| Zandvoort                              | Hollands Grand Prix (1952–1953, 1955, 1958–1971, 1973–1985) | 30     |
| Zeltweg                                | Østrigs Grand Prix (1964) | 1      |
| Zolder                                 | Belgiens Grand Prix (1973, 1975–1982, 1984) | 10     |

## Løb efter sæson

### 1950–1959
| Runde | 1950           | 1951           | 1952           | 1953           | 1954           | 1955           | 1956           | 1957           | 1958           | 1959           |
| ----- | -------------- | -------------- | -------------- | -------------- | -------------- | -------------- | -------------- | -------------- | -------------- | -------------- |
| 1     | Storbritannien | Schweiz        | Schweiz        | Argentina      | Argentina      | Argentina      | Argentina      | Argentina      | Argentina      | Monaco         |
| 2     | Monaco         | Indy 500       | Indy 500       | Indy 500       | Indy 500       | Monaco         | Monaco         | Monaco         | Monaco         | Indy 500       |
| 3     | Indy 500       | Belgien        | Belgien        | Holland        | Belgien        | Indy 500       | Indy 500       | Indy 500       | Holland        | Holland        |
| 4     | Schweiz        | Frankrig       | Frankrig       | Belgien        | Frankrig       | Belgien        | Belgien        | Frankrig       | Indy 500       | Frankrig       |
| 5     | Belgien        | Storbritannien | Storbritannien | Frankrig       | Storbritannien | Holland        | Frankrig       | Storbritannien | Belgien        | Storbritannien |
| 6     | Frankrig       | Tyskland       | Tyskland       | Storbritannien | Tyskland       | Storbritannien | Storbritannien | Tyskland       | Frankrig       | Tyskland       |
| 7     | Italien        | Italien        | Holland        | Tyskland       | Schweiz        | Italien        | Tyskland       | Pescara        | Storbritannien | Portugal       |
| 8     |                | Spanien        | Italien        | Schweiz        | Italien        |                | Italien        | Italien        | Tyskland       | Italien        |
| 9     |                |                |                | Italien        | Spanien        |                |                |                | Portugal       | USA            |
| 10    |                |                |                |                |                |                |                |                | Italien        |                |
| 11    |                |                |                |                |                |                |                |                | Marokko        |                |

### 1960–1969
| Runde | 1960           | 1961           | 1962           | 1963           | 1964           | 1965           | 1966           | 1967           | 1968           | 1969           |
| ----- | -------------- | -------------- | -------------- | -------------- | -------------- | -------------- | -------------- | -------------- | -------------- | -------------- |
| 1     | Argentina      | Monaco         | Holland        | Monaco         | Monaco         | Sydafrika      | Monaco         | Sydafrika      | Sydafrika      | Sydafrika      |
| 2     | Monaco         | Holland        | Monaco         | Belgien        | Holland        | Monaco         | Belgien        | Monaco         | Spanien        | Spanien        |
| 3     | Indy 500       | Belgien        | Belgien        | Holland        | Belgien        | Belgien        | Frankrig       | Holland        | Monaco         | Monaco         |
| 4     | Holland        | Frankrig       | Frankrig       | Frankrig       | Frankrig       | Frankrig       | Storbritannien | Belgien        | Belgien        | Holland        |
| 5     | Belgien        | Storbritannien | Storbritannien | Storbritannien | Storbritannien | Storbritannien | Holland        | Frankrig       | Holland        | Frankrig       |
| 6     | Frankrig       | Tyskland       | Tyskland       | Tyskland       | Tyskland       | Holland        | Tyskland       | Storbritannien | Frankrig       | Storbritannien |
| 7     | Storbritannien | Italien        | Italien        | Italien        | Østrig         | Tyskland       | Italien        | Tyskland       | Storbritannien | Tyskland       |
| 8     | Portugal       | USA            | USA            | USA            | Italien        | Italien        | USA            | Canada         | Tyskland       | Italien        |
| 9     | Italien        |                | Sydafrika      | Mexico         | USA            | USA            | Mexico         | Italien        | Italien        | Canada         |
| 10    | USA            |                |                | Sydafrika      | Mexico         | Mexico         |                | USA            | Canada         | USA            |
| 11    |                |                |                |                |                |                |                | Mexico         | USA            | Mexico         |
| 12    |                |                |                |                |                |                |                |                | Mexico         |                |

### 1970–1979
| Runde | 1970           | 1971           | 1972           | 1973           | 1974           | 1975           | 1976           | 1977           | 1978           | 1979           |
| ----- | -------------- | -------------- | -------------- | -------------- | -------------- | -------------- | -------------- | -------------- | -------------- | -------------- |
| 1     | Sydafrika      | Sydafrika      | Argentina      | Argentina      | Argentina      | Argentina      | Brasilien      | Argentina      | Argentina      | Argentina      |
| 2     | Spanien        | Spanien        | Sydafrika      | Brasilien      | Brasilien      | Brasilien      | Sydafrika      | Brasilien      | Brasilien      | Brasilien      |
| 3     | Monaco         | Monaco         | Spanien        | Sydafrika      | Sydafrika      | Sydafrika      | USA Vest       | Sydafrika      | Sydafrika      | Sydafrika      |
| 4     | Belgien        | Holland        | Monaco         | Spanien        | Spanien        | Spanien        | Spanien        | USA Vest       | USA Vest       | USA Vest       |
| 5     | Holland        | Frankrig       | Belgien        | Belgien        | Belgien        | Monaco         | Belgien        | Spanien        | Monaco         | Spanien        |
| 6     | Frankrig       | Storbritannien | Frankrig       | Monaco         | Monaco         | Belgien        | Monaco         | Monaco         | Belgien        | Belgien        |
| 7     | Storbritannien | Tyskland       | Storbritannien | Sverige        | Sverige        | Sverige        | Sverige        | Belgien        | Spanien        | Monaco         |
| 8     | Tyskland       | Østrig         | Tyskland       | Frankrig       | Holland        | Holland        | Frankrig       | Sverige        | Sverige        | Frankrig       |
| 9     | Østrig         | Italien        | Østrig         | Storbritannien | Frankrig       | Frankrig       | Storbritannien | Frankrig       | Frankrig       | Storbritannien |
| 10    | Italien        | Canada         | Italien        | Holland        | Storbritannien | Storbritannien | Tyskland       | Storbritannien | Storbritannien | Tyskland       |
| 11    | Canada         | USA            | Canada         | Tyskland       | Tyskland       | Tyskland       | Østrig         | Tyskland       | Tyskland       | Østrig         |
| 12    | USA            |                | USA            | Østrig         | Østrig         | Østrig         | Holland        | Østrig         | Østrig         | Holland        |
| 13    | Mexico         |                |                | Italien        | Italien        | Italien        | Italien        | Holland        | Holland        | Italien        |
| 14    |                |                |                | Canada         | Canada         | USA            | Canada         | Italien        | Italien        | Canada         |
| 15    |                |                |                | USA            | USA            |                | USA            | USA            | USA            | USA            |
| 16    |                |                |                |                |                |                | Japan          | Canada         | Canada         |                |
| 17    |                |                |                |                |                |                |                | Japan          |                |                |

### 1980–1989
| Runde | 1980           | 1981           | 1982           | 1983           | 1984           | 1985           | 1986           | 1987           | 1988           | 1989           |
| ----- | -------------- | -------------- | -------------- | -------------- | -------------- | -------------- | -------------- | -------------- | -------------- | -------------- |
| 1     | Argentina      | USA Vest       | Sydafrika      | Brasilien      | Brasilien      | Brasilien      | Brasilien      | Brasilien      | Brasilien      | Brasilien      |
| 2     | Brasilien      | Brasilien      | Brasilien      | USA Vest       | Sydafrika      | Portugal       | Spanien        | San Marino     | San Marino     | San Marino     |
| 3     | Sydafrika      | Argentina      | USA Vest       | Frankrig       | Belgien        | San Marino     | San Marino     | Belgien        | Monaco         | Monaco         |
| 4     | USA Vest       | San Marino     | San Marino     | San Marino     | San Marino     | Monaco         | Monaco         | Monaco         | Mexico         | Mexico         |
| 5     | Belgien        | Belgien        | Belgien        | Monaco         | Frankrig       | Canada         | Belgien        | Detroit        | Canada         | USA            |
| 6     | Monaco         | Monaco         | Monaco         | Belgien        | Monaco         | Detroit        | Canada         | Frankrig       | Detroit        | Canada         |
| 7     | Frankrig       | Spanien        | Detroit        | Detroit        | Canada         | Frankrig       | Detroit        | Storbritannien | Frankrig       | Frankrig       |
| 8     | Storbritannien | Frankrig       | Canada         | Canada         | Detroit        | Storbritannien | Frankrig       | Tyskland       | Storbritannien | Storbritannien |
| 9     | Tyskland       | Storbritannien | Holland        | Storbritannien | Dallas         | Tyskland       | Storbritannien | Ungarn         | Tyskland       | Tyskland       |
| 10    | Østrig         | Tyskland       | Storbritannien | Tyskland       | Storbritannien | Østrig         | Tyskland       | Østrig         | Ungarn         | Ungarn         |
| 11    | Holland        | Østrig         | Frankrig       | Østrig         | Tyskland       | Holland        | Ungarn         | Italien        | Belgien        | Belgien        |
| 12    | Italien        | Holland        | Tyskland       | Holland        | Østrig         | Italien        | Østrig         | Portugal       | Italien        | Italien        |
| 13    | Canada         | Italien        | Østrig         | Italien        | Holland        | Belgien        | Italien        | Spanien        | Portugal       | Portugal       |
| 14    | USA            | Canada         | Schweiz        | Europa         | Italien        | Europa         | Portugal       | Mexico         | Spanien        | Spanien        |
| 15    |                | Caesars Palace | Italien        | Sydafrika      | Europa         | Sydafrika      | Mexico         | Japan          | Japan          | Japan          |
| 16    |                |                | Caesars Palace |                | Portugal       | Australien     | Australien     | Australien     | Australien     | Australien     |

### 1990–1999
| Runde | 1990           | 1991           | 1992           | 1993           | 1994           | 1995           | 1996           | 1997           | 1998           | 1999           |
| ----- | -------------- | -------------- | -------------- | -------------- | -------------- | -------------- | -------------- | -------------- | -------------- | -------------- |
| 1     | USA            | USA            | Sydafrika      | Sydafrika      | Brasilien      | Brasilien      | Australien     | Australien     | Australien     | Australien     |
| 2     | Brasilien      | Brasilien      | Mexico         | Brasilien      | Stillehavet    | Argentina      | Brasilien      | Brasilien      | Brasilien      | Brasilien      |
| 3     | San Marino     | San Marino     | Brasilien      | Europa         | San Marino     | San Marino     | Argentina      | Argentina      | Argentina      | San Marino     |
| 4     | Monaco         | Monaco         | Spanien        | San Marino     | Monaco         | Spanien        | Europa         | San Marino     | San Marino     | Monaco         |
| 5     | Canada         | Canada         | San Marino     | Spanien        | Spanien        | Monaco         | San Marino     | Monaco         | Spanien        | Spanien        |
| 6     | Mexico         | Mexico         | Monaco         | Monaco         | Canada         | Canada         | Monaco         | Spanien        | Monaco         | Canada         |
| 7     | Frankrig       | Frankrig       | Canada         | Canada         | Frankrig       | Frankrig       | Spanien        | Canada         | Canada         | Frankrig       |
| 8     | Storbritannien | Storbritannien | Frankrig       | Frankrig       | Storbritannien | Storbritannien | Canada         | Frankrig       | Frankrig       | Storbritannien |
| 9     | Tyskland       | Tyskland       | Storbritannien | Storbritannien | Tyskland       | Tyskland       | Frankrig       | Storbritannien | Storbritannien | Østrig         |
| 10    | Ungarn         | Ungarn         | Tyskland       | Tyskland       | Ungarn         | Ungarn         | Storbritannien | Tyskland       | Østrig         | Tyskland       |
| 11    | Belgien        | Belgien        | Ungarn         | Ungarn         | Belgien        | Belgien        | Tyskland       | Ungarn         | Tyskland       | Ungarn         |
| 12    | Italien        | Italien        | Belgien        | Belgien        | Italien        | Italien        | Ungarn         | Belgien        | Ungarn         | Belgien        |
| 13    | Portugal       | Portugal       | Italien        | Italien        | Portugal       | Portugal       | Belgien        | Italien        | Belgien        | Italien        |
| 14    | Spanien        | Spanien        | Portugal       | Portugal       | Europa         | Europa         | Italien        | Østrig         | Italien        | Europa         |
| 15    | Japan          | Japan          | Japan          | Japan          | Japan          | Stillehavet    | Portugal       | Luxembourg     | Luxembourg     | Malaysia       |
| 16    | Australien     | Australien     | Australien     | Australien     | Australien     | Japan          | Japan          | Japan          | Japan          | Japan          |
| 17    |                |                |                |                |                | Australien     |                | Europa         |                |                |

### 2000–2009
| Runde | 2000           | 2001           | 2002           | 2003           | 2004           | 2005           | 2006           | 2007           | 2008           | 2009           |
| ----- | -------------- | -------------- | -------------- | -------------- | -------------- | -------------- | -------------- | -------------- | -------------- | -------------- |
| 1     | Australien     | Australien     | Australien     | Australien     | Australien     | Australien     | Bahrain        | Australien     | Australien     | Australien     |
| 2     | Brasilien      | Malaysia       | Malaysia       | Malaysia       | Malaysia       | Malaysia       | Malaysia       | Malaysia       | Malaysia       | Malaysia       |
| 3     | San Marino     | Brasilien      | Brasilien      | Brasilien      | Bahrain        | Bahrain        | Australien     | Bahrain        | Bahrain        | Kina           |
| 4     | Storbritannien | San Marino     | San Marino     | San Marino     | San Marino     | San Marino     | San Marino     | Spanien        | Spanien        | Bahrain        |
| 5     | Spanien        | Spanien        | Spanien        | Spanien        | Spanien        | Spanien        | Europa         | Monaco         | Tyrkiet        | Spanien        |
| 6     | Europa         | Østrig         | Østrig         | Østrig         | Monaco         | Monaco         | Spanien        | Canada         | Monaco         | Monaco         |
| 7     | Monaco         | Monaco         | Monaco         | Monaco         | Europa         | Europa         | Monaco         | USA            | Canada         | Tyrkiet        |
| 8     | Canada         | Canada         | Canada         | Canada         | Canada         | Canada         | Storbritannien | Frankrig       | Frankrig       | Storbritannien |
| 9     | Frankrig       | Europa         | Europa         | Europa         | USA            | USA            | Canada         | Storbritannien | Storbritannien | Tyskland       |
| 10    | Østrig         | Frankrig       | Storbritannien | Frankrig       | Frankrig       | Frankrig       | USA            | Europa         | Tyskland       | Ungarn         |
| 11    | Tyskland       | Storbritannien | Frankrig       | Storbritannien | Storbritannien | Storbritannien | Frankrig       | Ungarn         | Ungarn         | Europa         |
| 12    | Ungarn         | Tyskland       | Tyskland       | Tyskland       | Tyskland       | Tyskland       | Tyskland       | Tyrkiet        | Europa         | Belgien        |
| 13    | Belgien        | Ungarn         | Ungarn         | Ungarn         | Ungarn         | Ungarn         | Ungarn         | Italien        | Belgien        | Italien        |
| 14    | Italien        | Belgien        | Belgien        | Italien        | Belgien        | Tyrkiet        | Tyrkiet        | Belgien        | Italien        | Singapore      |
| 15    | USA            | Italien        | Italien        | USA            | Italien        | Italien        | Italien        | Japan          | Singapore      | Japan          |
| 16    | Japan          | USA            | USA            | Japan          | Kina           | Belgien        | Kina           | Kina           | Japan          | Brasilien      |
| 17    | Malaysia       | Japan          | Japan          |                | Japan          | Brasilien      | Japan          | Brasilien      | Kina           | Abu Dhabi      |
| 18    |                |                |                |                | Brasilien      | Japan          | Brasilien      |                | Brasilien      |                |
| 19    |                |                |                |                |                | Kina           |                |                |                |                |

### 2010–2019
| Runde | 2010           | 2011           | 2012           | 2013           | 2014           | 2015           | 2016           |
| ----- | -------------- | -------------- | -------------- | -------------- | -------------- | -------------- | -------------- |
| 1     | Bahrain        | Australien     | Australien     | Australien     | Australien     | Australien     | Australien     |
| 2     | Australien     | Malaysia       | Malaysia       | Malaysia       | Malaysia       | Malaysia       | Bahrain        |
| 3     | Malaysia       | Kina           | Kina           | Kina           | Bahrain        | Kina           | Kina           |
| 4     | Kina           | Tyrkiet        | Bahrain        | Bahrain        | Kina           | Bahrain        | Rusland        |
| 5     | Spanien        | Spanien        | Spanien        | Spanien        | Spanien        | Spanien        | Spanien        |
| 6     | Monaco         | Monaco         | Monaco         | Monaco         | Monaco         | Monaco         | Monaco         |
| 7     | Tyrkiet        | Canada         | Canada         | Canada         | Canada         | Canada         | Canada         |
| 8     | Canada         | Europa         | Europa         | Storbritannien | Østrig         | Østrig         | Europa         |
| 9     | Europa         | Storbritannien | Storbritannien | Tyskland       | Storbritannien | Storbritannien | Østrig         |
| 10    | Storbritannien | Tyskland       | Tyskland       | Ungarn         | Tyskland       | Ungarn         | Storbritannien |
| 11    | Tyskland       | Ungarn         | Ungarn         | Belgien        | Ungarn         | Belgien        | Ungarn         |
| 12    | Ungarn         | Belgien        | Belgien        | Italien        | Belgien        | Italien        | Tyskland       |
| 13    | Belgien        | Italien        | Italien        | Singapore      | Italien        | Singapore      | Belgien        |
| 14    | Italien        | Singapore      | Singapore      | Korea          | Singapore      | Japan          | Italien        |
| 15    | Singapore      | Japan          | Japan          | Japan          | Japan          | Rusland        | Singapore      |
| 16    | Japan          | Korea          | Korea          | Korea          | Rusland        | USA            | Malaysia       |
| 17    | Korea          | Korea          | Korea          | Abu Dhabi      | USA            | Mexico         | Japan          |
| 18    | Brasilien      | Abu Dhabi      | Abu Dhabi      | USA            | Brasilien      | Brasilien      | USA            |
| 19    | Abu Dhabi      | Brasilien      | USA            | Brasilien      | Abu Dhabi      | Abu Dhabi      | Mexico         |
| 20    |                |                | Brasilien      |                |                |                | Brasilien      |
| 21    |                |                |                |                |                |                | Abu Dhabi      |

## Fodnoter
1. ↑  Europas Grand Prix er blevet holdt i Tyskland (12 gange), Spanien (6 gange), Storbritannien (3 gange) og Aserbajdsjan (1 gang).
2. ↑  Indianapolis 500 er strengt taget ikke et «Grand Prix», men løbet var inkluderet som en runde af verdensmesterskabet fra 1950–1960.
3. ↑  Luxembourgs Grand Prix blev holdt i Tyskland.
4. ↑  Stillehavets Grand Prix blev holdt i Japan.
5. ↑  Pescaras Grand Prix, også kaldt Coppa Acerbo, blev holdt i Pescara i Italien.
6. ↑  San Marinos Grand Prix blev holdt i Imola i Italien.
7. ↑  Sydafrikas Grand Prix 1981 var ikke en del af verdensmesterskabet på grund af FISA-FOCA-striden.
8. ↑  VM-statusen ved Spaniens Grand Prix 1980 blev trukket tilbage på grund af FISA-FOCA-striden.
9. ↑  Efter at Ronnie Peterson omkom under Italiens Grand Prix 1978 blev Sveriges Grand Prix 1979 aflyst.
10. ↑  Efter Le Mans-katastrofen i 1955 forbød den schweiziske regering billøb på schweizisk område.
11. ↑  Schweiz' Grand Prix 1982 blev holdt i Djion, Frankrig.